# Cukrownia (Gruta)
Cukrownia – część wsi Gruta w Polsce, położona w województwie kujawsko-pomorskim, w powiecie grudziądzkim, w gminie Gruta.
W latach 1975–1998 Cukrownia należała administracyjnie do województwa toruńskiego.